# Wilhelmsthal
Wilhelmsthal este o comună din districtul Kronach, regiunea administrativă Franconia Superioară, landul Bavaria, Germania. 

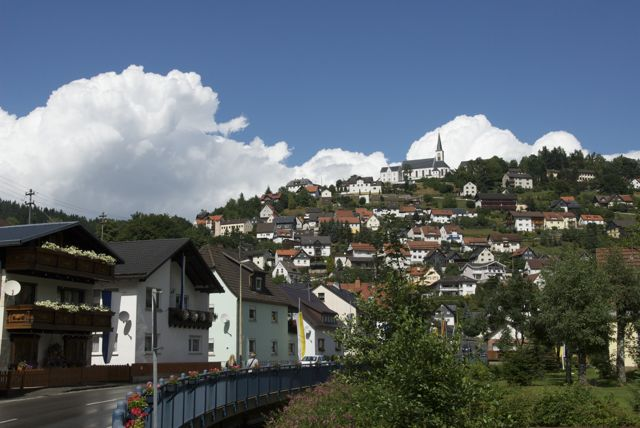
Wilhelmsthal